# Doclin
Doclin is een Roemeense gemeente in het district Caraș-Severin.
Doclin telt 2043 inwoners.